# Amorino (album)
Amorino è il primo album in studio da solista della cantante scozzese Isobel Campbell, ex componente dei Belle and Sebastian. Il disco è uscito nel 2003.

## Tracce
1. Amorino – 3:45
2. The Breeze Whispered Your Name – 4:45
3. Monologue for an Old True Love – 3:41
4. October's Sky – 2:32
5. The Cat's Pyjamas – 2:23
6. Why Does My Head Hurt So? – 2:15
7. Johnny Come Home – 3:41
8. Poor Butterfly – 3:00
9. Love for Tomorrow – 2:48
10. There Is No Greater Gold – 4:08
11. This Land Flows with Milk – 4:19
12. Song for Baby – 3:49
13. Time Is Just the Same – 2:55